# 大利福勒
大利福勒（法語：Liffol-le-Grand，法語發音：[lifɔl lə ɡʁɑ̃]）是法国大東部大區孚日省的一个市镇，与小利福勒相邻，属于讷沙托区。

## 地理
大利福勒（48°19'8"N, 5°34'52"E）面积33.91 平方千米，位于法国大東部大區孚日省，该省份为法国东北部内陆省份，北起默兹省和默尔特-摩泽尔省，西接上马恩省，南至上索恩省和贝尔福地区省，东临上莱茵省和下莱茵省。
与大利福勒接壤的市镇（或旧市镇、城区）包括：阿扬维尔、阿雷维尔莱尚特尔、小利福勒、默兹河畔巴祖瓦耶、布雷尚维尔、弗雷维尔、蒙莱讷沙托、帕尔尼苏米罗、维卢克塞。

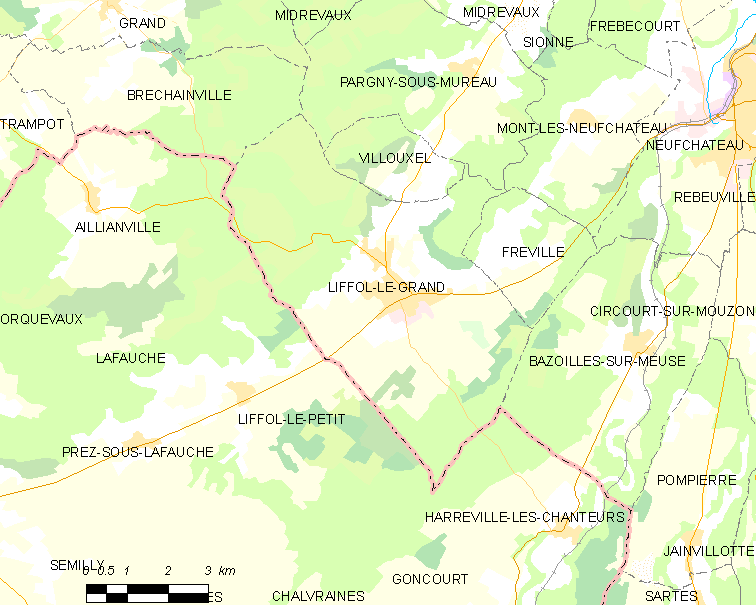
大利福勒的OSM定位图

大利福勒的时区为UTC+01:00、UTC+02:00（夏令时）。

## 行政
大利福勒的邮政编码为88350，INSEE市镇编码为88270。

## 政治
大利福勒所属的省级选区为讷沙托县。

## 人口

1962-2008年间大利福勒人口变化图示

大利福勒于2022年1月1日时的人口数量为2108人。